# Jacob Pleydell-Bouverie, IV conte di Radnor
Jacob Pleydell-Bouverie, IV conte di Radnor (18 settembre 1815 – 11 marzo 1889), è stato un nobile inglese.

## Biografia
Era il figlio di William Pleydell-Bouverie, III conte di Radnor, e della sua seconda moglie, Judith Anne St John-Mildmay. Frequentò la Harrow e il Christ Church (Oxford). 

## Carriera
Il 2 ottobre 1837 intraprese la carriera, con il grado di cornetta del Royal Wiltshire Regiment of Yeomanry. Era promosso a tenente il 20 maggio 1840, carica che mantenne fino al 1847.
Ricoprì la carica di High Sheriff of Wiltshire nel 1846 e vice tenente di Berkshire il 2 maggio 1855. Successe il padre come conte di Radnor nel 1869 e fu Lord luogotenente di Wiltshire nel 1878.

## Matrimonio
Sposò, il 3 ottobre 1840, Mary Augusta Frederica Grimston, figlia di James Grimston, I conte di Verulam. Ebbero dodici figli:
- William Pleydell-Bouverie, V conte di Radnor (19 giugno 1841–3 giugno 1900);
- Duncombe Pleydell-Bouverie (10 ottobre 1842–25 gennaio 1909), sposò Maria Eleonor Hulse, ebbero tre figli;
- Bertrand Pleydell-Bouverie (23 aprile 1845–7 novembre 1926), sposò Lady Constance Jane Nelson, non ebbero figli;
- John Pleydell-Bouverie (18 luglio 1846–28 marzo 1925), sposò Grace Malaby, ebbero una figlia;
- Lady Anne Pleydell-Bouverie (1847–18 settembre 1915), sposò Archibald Alexander Speirs, non ebbero figli;
- Mark Pleydell-Bouverie (27 settembre 1851–17 febbraio 1895);
- Kenelm Pleydell-Bouverie (29 marzo 1852–11 luglio 1921), sposò Evelyn Maitland-Makgill-Crichton, ebbero tre figli;
- Lady Margaret Pleydell-Bouverie (1853–5 gennaio 1924), sposò David Maitland-Makgill-Crichton, ebbero cinque figli;
- Lady Edith Pleydell-Bouverie (1855–28 dicembre 1922), sposò Charles Cotes, non ebbero figli;
- Christopher Pleydell-Bouverie (30 dicembre 1856–22 marzo 1892);
- Frank Pleydell-Bouverie (19 aprile 1858–15 luglio 1909);
- Lady Gertrude Pleydell-Bouverie (19 aprile 1858–11 gennaio 1940), sposò Arthur Monckton, ebbero tre figli;

## Morte
Morì l'11 marzo 1889.